# Володин, Александр Павлович
Алекса́ндр Па́влович Воло́дин (14 ноября 1935 — 6 июля 2017) — советский и российский лингвист, сотрудник отдела языков народов России Института лингвистических исследований РАН в Санкт-Петербурге, преподаватель Санкт-Петербургского государственного университета и Российского государственного педагогического университета имени А. И. Герцена. Один из ведущих специалистов по палеоазиатским и уральским языкам, автор более 190 научных публикаций, включая 12 монографий. Член Русского географического общества.

## Биография
Родители Александра Володина были репрессированы. Он рос в Москве, куда мать успела отвезти его до ареста. Затем в 1953 в возрасте 17 лет он поступил в Ленинградский государственный университет по специальности «финский язык». После окончания университета работал по распределению переводчиком в Центре НИИ целлюлозной и бумажной промышленности, затем по случайности устроился в Ленинградское отделение Института языкознания (сегодня — ИЛИ РАН), куда была приглашена на собеседование его жена Зоя Тесленко, также владевшая финским. Ей это место не понравилось, и она предложила мужу поступить туда вместо неё.
В институте под влиянием Валентина Аврорина он заинтересовался языками Сибири и Дальнего Востока и в первую очередь ительменским языком, которым и занимался до конца жизни. В 1981 году защитил докторскую диссертацию «Ительменский язык: фонология, морфология, диалектология, проблема генетической принадлежности». Он организовал более десяти экспедиций на Камчатку, две — в районы расселения ненцев, одну на Чукотку.
Под руководством Володина защитили кандидатские диссертации 12 аспирантов, изучавших финский, ненецкий, хантыйский, нганасанский, венгерский, удмуртский, селькупский и чукотский языки. В качестве научного руководителя он работал не только в ИЛИ РАН, но и в Институте народов Севера и в Томском государственном педагогическом университете.
В качестве хобби Володин также писал исторические романы и рисовал к ним иллюстрации. Первый роман в 5 книгах «Королева Жанна» был опубликован (в двух томах) в 1994 году под псевдонимом Нид Олов.

## Память
- В 2018 году в Санкт-Петербурге прошла Первая конференция по уральским, алтайским и палеоазиатским языкам памяти А. П. Володина[4].
- В 2019 году коллектив Института лингвистических исследований РАН выпустил посвящённый Володину сборник статей, связанных с научными интересами исследователя, под заголовком «Лингвистика и другие важные вещи. Памяти Александра Павловича Володина (1935—2017)»[5].

## Основные работы
- Семантика и типология императива. Русский императив. Л., 1976 (совместно с В. С. Храковским)
- Ительменский язык. — Л.: Наука, 1976. — 426 с.
- Ительменские тексты. Т. 1. Фольклорные тексты. Южный диалект. — СПб.: Факультет филологии и искусств СПбГУ, 2008. — 276 с.
- Тематический словарь ительменского языка. — СПб.: Дрофа, 2008. — 191 с.